# Шелепино (Московская область)
Шелепино — деревня в Дмитровском районе Московской области, в составе городского поселения Дмитров. Население — 30 чел. (2010). До 2006 года Шелепино входило в состав Орудьевского сельского округа.

## Расположение
Деревня расположена в центральной части района, примерно в 1,5 км северной окраины Дмитрова (микрорайон «Каналстрой»), высота центра над уровнем моря 177 м. Ближайшие населённые пункты — Пересветово на юго-востоке и Орудьево на севере.

## Население
| 2002 | 2006 | 2010 |
| ---- | ---- | ---- |
| 29   | ↘24  | ↗30  |